# Kirche für morgen
Kirche für morgen e.V. (Kfm) ist eine Initiative innerhalb der Evangelischen Landeskirche in Württemberg. Kfm setzt sich ein für frische Formen von Kirche, neue Musikstile in Gottesdiensten, eine demokratische Beteiligungskirche statt einer Verwaltungskirche und für einen lebendigen Christusbezug ohne theologische Engführung.
Als gemeinnütziger eingetragener Verein mit Sitz in Nagold hat Kirche für morgen 250 Mitglieder (Stand Juni 2014), darunter mehr als 20 Pfarrerinnen und Pfarrer. In der Landessynode der evangelischen Kirche in Württemberg ist Kfm in Form eines Gesprächskreises vertreten. Neben Kfm gibt es heute drei weitere Gesprächskreise in der württembergischen Synode.

## Geschichte

### Gründung und Wahl zur 13. Landessynode (2001)
Der Verein wurde im Februar 2001 gegründet, noch vor der Kirchenwahl im November 2001. Für die damals zu wählende 13. Landessynode konnten in der Hälfte der Wahlkreise Kandidaten gestellt werden. Das Programm fand auf Anhieb Anhänger und so konnten schließlich zwei Kandidaten in die Landessynode einziehen.

### Wahl zur 14. Landessynode (2007)
Bei der Wahl zur 14. Landessynode im Jahr 2007 schenkte eine noch größere Zahl an Wählerinnen und Wählern Kirche für morgen das Vertrauen und insgesamt sieben Kandidaten von Kfm wurden in die Synode gewählt. Seit der Sommersynode 2011 stellt Kfm zusätzlich eine Jugendsynodale.

### Wahl zur 15. Landessynode (2013)
Im Dezember 2013 fand die Wahl der 15. Landessynode statt, zu der Kirche für morgen mit dem Wahlprogramm „Reformation jetzt“ antrat. Kernpunkte des Programms waren die Förderung moderner Gottesdienstformen und Musikstile, mehr Basisdemokratie und eine zeitgemäße Kirchenstruktur, die frische Initiativen und Ideen unterstützt.
Kirche für morgen erhielt knapp 12 % aller Stimmen, aufgrund des Mehrheitswahlrechts jedoch nur fünf der 90 gewählten Sitze (entspricht 5,5 %).

## Positionen
Kirche für morgen setzt sich ein für die Reform der evangelischen Landeskirche hin zu einer zukunftsorientierten Kirche mit Vision. Die Reform soll aus den Gemeinden heraus erfolgen und beispielsweise das Priestertum aller Gläubigen umsetzen. Dazu gehören neben zusätzlichen Gottesdienstformen auch neue Gemeindeformen, wie beispielsweise Jugend-, Lebenswelt- und Profilgemeinden.
Alle Kirchengemeinden sollen das Recht haben, ihre Pfarrerin oder ihren Pfarrer frei und direkt zu wählen.
Daneben sollen alternative Finanzierungsformen gefördert und Bürokratie abgebaut werden.
Im Unterschied zu den anderen Gesprächskreisen möchte Kfm den Reformationsgedanken Martin Luthers auch heute noch umsetzen, im Sinne der These „Ecclesia semper reformanda est“ – „die Kirche darf nicht aufhören, sich zu reformieren“.
Als Erkennungsmerkmal nutzt Kfm eine Zitrone. Die Zitrone steht als Synonym für „erfrischend anders“ und soll auch darstellen, dass Kfm besonders Menschen ansprechen möchte, die mit den Symbolen eines kirchlich geprägten Milieus und dessen Sprache nur wenig anzufangen wissen.

## Kirchenpolitische Arbeit
Vereint durch das gemeinsame Ziel, die Kirche von innen heraus zu reformieren und dafür auch in der Synode die Grundlagen zu verankern, kommen in Kfm Christen aus unterschiedlichen kirchenpolitischen Richtungen zusammen. Somit lässt sich die kirchenpolitische Richtung nur schwer in die bekannten Kategorien wie z. B. „progressiv“ oder „konservativ“ einordnen. Als zukunftsorientierte Gruppierung verwendet Kfm selbst immer wieder den Slogan „Kirche für morgen: Nicht links, nicht rechts, sondern vorne!“ Eine Kurzbeschreibung findet sich hier.

## Medien
Kirche für morgen verwendet Medien für den Außenauftritt bewusst kreativ und als Kontrast zur gewohnten kirchlichen Weise. Beispiele hierfür sind der Wahl-Clip 2013 und die Wahlplakate und Sticker 2013.
In den Social-Media-Plattformen ist Kirche für morgen auf Facebook, Twitter und mit einem eigenen Kanal auch auf Youtube vertreten.
Der Verein publiziert immer wieder Positionspapiere, sogenannte Impulspapiere, zu verschiedenen aktuellen kirchenpolitischen Themen. Ein Beispiel hierfür ist das Impulspapier zum kirchlichen Amt.
Regelmäßig, dreimal im Jahr, erscheint die Zeitschrift „Zitronenfalter“ von Kfm. Darin wird ein aktuelles Titelthema ausführlich beleuchtet, unter anderem mit Praxisberichten, Interviews und Pro-Contra-Diskussionen. Darüber hinaus finden sich Berichte über die Arbeit von Kfm in der Synode und in den Gemeinden. Der Zitronenfalter ist als PDF auf der Homepage abrufbar. Zusätzlich kann man einen Newsletter abonnieren.